# MotoGP indiai nagydíj
A MotoGP indiai nagydíja a gyorsaságimotoros-világbajnokság egyik versenye, mely 2023-ban szerepelt elsőként a versenynaptárban. Helyszínéül az indiai Greater Noida közelében lévő Buddh International Circuit szolgál, amely Delhitől 50 km-re található.
2011 és 2013 között a Formula–1 is rendezett versenyt a versenypályán. 2013-ban a Superbike-világbajnokság is rendezett volna versenyt itt, de a versenyt a pálya üzemeltetési költségei miatt törölték.

## Hivatalos nevek és szponzorok
- 2023–: IndianOil Grand Prix of India[6]

## A pálya
A pályát Hermann Tilke tervezte, és 2011 októberében adták át. A pálya 4,096 kilométer hosszú, és 12 méter széles. Nyolc jobb- és öt balkanyart tartalmaz, a célegyenes pedig 1006 méter hosszú. A sprintfutamon 12, a főversenyen 24 kört tesznek meg a versenyzők.

## A győztesek
| Év   | Helyszín | Moto3       | Moto2        | MotoGP          | Összefoglaló |
| ---- | -------- | ----------- | ------------ | --------------- | ------------ |
| 2023 | Buddh    | Jaume Masià | Pedro Acosta | Marco Bezzecchi | Összefoglaló |